# Cassidey
Cassidey est une actrice américaine de films pornographiques née le 24 décembre 1980 à Denver au Colorado.

## Biographie
Cassidey réside en Californie à Redondo Beach. Elle commença sa carrière d'actrice en 2000 avec le film Diary of Desire en interprétant le rôle d'une romancière de livres érotiques. Elle apparut dans le clip d'Enrique Iglesias intitulé Sad Eyes et fit une apparition surprise dans le talk show Internet Tom Green Live à l'occasion d'un anniversaire.
Elle travailla comme assistante sociale pour des enfants avant de travailler pour l'entrepreneur Brad Greenspan (en). Elle se maria avec le jeune frère de l'actrice Raylene.
Elle renouvela son contrat avec la société de production Vivid Entertainment en 2006.
Elle signe ensuite un contrat d'exclusivité avec Ninn Worx, qu'elle rompt en avril 2008.

## Récompenses
Nominations
- 2001 AVN Award – Meilleure nouvelle Starlette[2]
- 2002 AVN Award – Meilleure scène anale – Marissa[3]
- 2002 AVN Award – Meilleure scène de groupe - Believe it or Not[4]
- 2004 AVN Award - Meilleure actrice - Sordid[5]
- 2004 AVN Award – Meilleure scène orale - Sordid[5]
- 2004 AVN Award – Meilleure scène de couple - Sordid[5]
- 2004 AVN Award – Meilleure scène de couple - Sordid[5]
- 2006 XRCO Awards - Meilleur scène d'éjaculation anale[6]